# Classe Sadko
La classe Sadko (Progetto 11570 secondo la classificazione russa) è composta da una sola unità, la Aleksandr Brykin, entrata in servizio nel 1987 ed operativa nella Flotta del Nord. Si tratta di una grande nave per il trasporto dei missili balistici SS-N 20.

## Tecnica ed armamento
Costruita nei cantieri navali di San Pietroburgo, la Aleksandr Brykin ha grandi dimensioni, giustificate dal suo compito primario (l'appoggio ai sottomarini classe Typhoon): infatti, i missili balistici SS-N 20 hanno un ingombro notevole.
Questa nave è in grado di imbarcare direttamente a bordo dei sottomarini i missili, grazie ad una gru in grado di sollevare fino a 125 tonnellate. Le sue capacità di carico, notevoli, permettono il trasporto di ben 16 SS-N 20, che sono sistemati verticalmente.
L'armamento, piuttosto leggero, comprende due postazioni antiaeree per missili a corto raggio SA-N-8, quattro mitragliere da 30mm ed un lanciagranate.

## Il servizio
La Aleksandr Brykin è stata progettata appositamente per appoggiare le operazioni dei sommergibili classe Typhoon. Tuttavia, è in grado di effettuare anche operazioni di trasporto di merci generiche (fino a 2.900 metri cubi).
Attualmente, l'utilizzo di questa nave per il trasporto dei missili è strettamente legato alla sopravvivenza dei Typhoon, visto che sono gli unici sottomarini in grado di imbarcare gli enormi SS-N-20 (di cui rimangono circa 60 esemplari, tra quelli imbarcati ed in magazzino). Tuttavia, l'operatività di questi sottomarini è estremamente ridotta, visto che ne rimangono solo tre, non tutti pienamente operativi.
In particolare, il TK 208 Dmitry Donskoy è stato modificato per imbarcare i nuovi missili SS-N-30 ed il TK 17 Arkhangelsk risulta disarmato e (forse) in attesa di aggiornamento. Quindi, solo il TK 20 Severstal’ è armato ed operativo, ma imbarca solo 10 missili.
Nel 2004 è stata sottoposta a lavori di revisione.